# Айзенэрц
Айзенэрц (нем. Eisenerz, «Железная руда») — город, окружной центр в Австрии, в федеральной земле Штирия.
Входит в состав округа Леобен. Население составляет 5518 человек (на 1 мая 2007 года). Занимает площадь 124,52 км².

## Фотографии

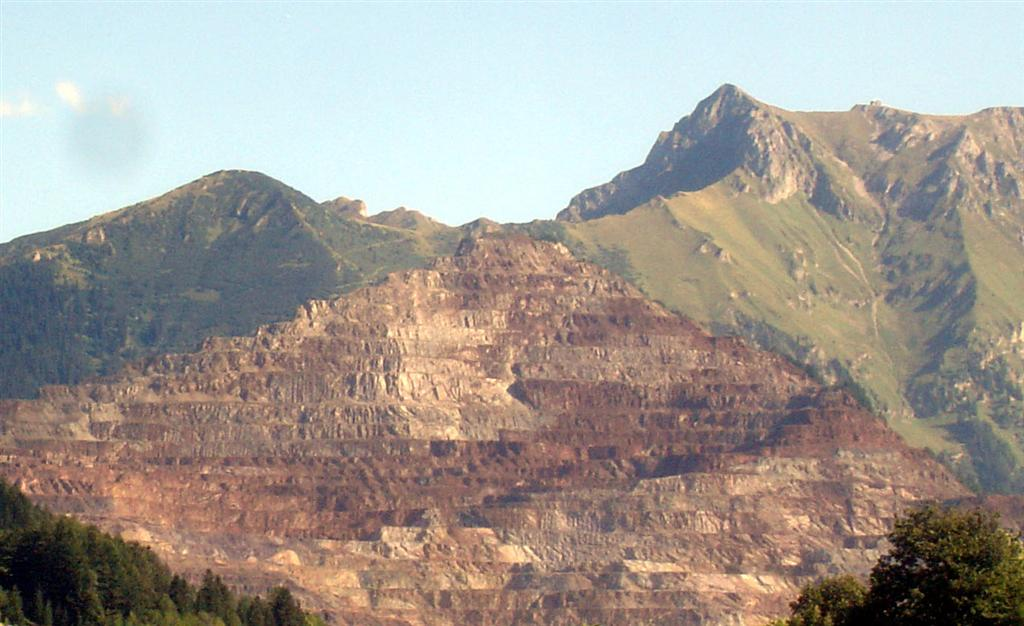
гора Эрцберг
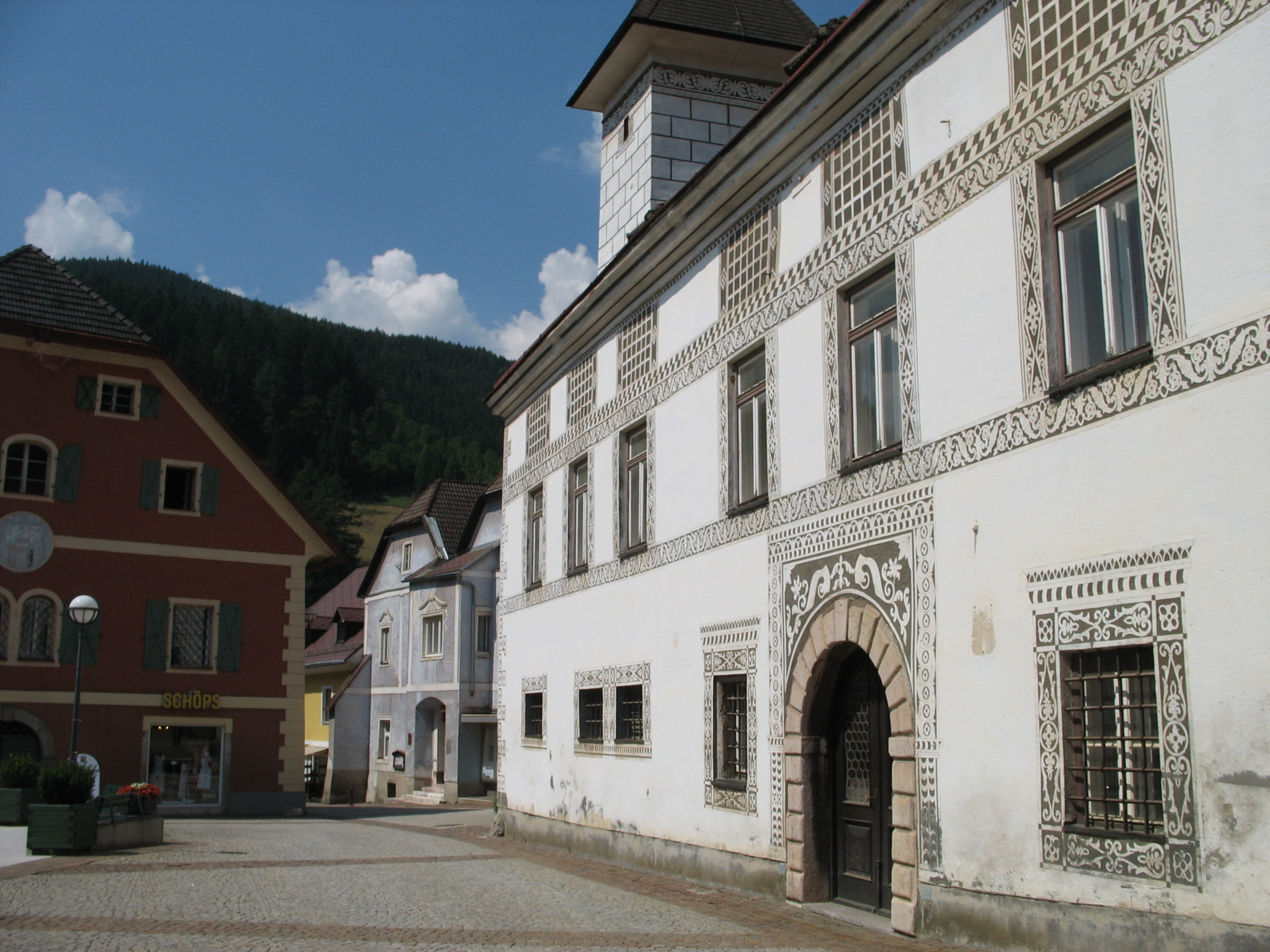
площадь Бергмансплац
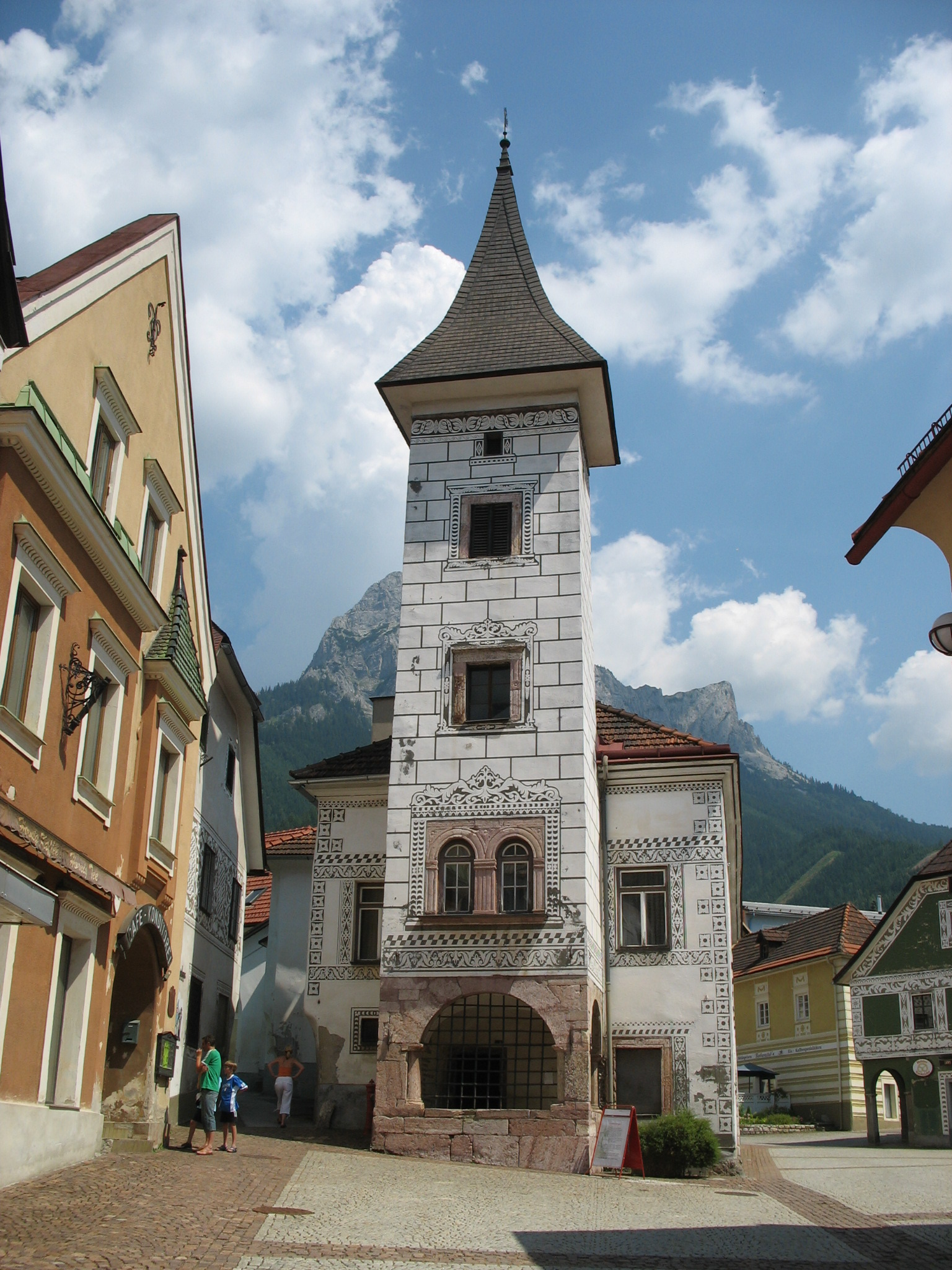
старая ратуша, сейчас суд
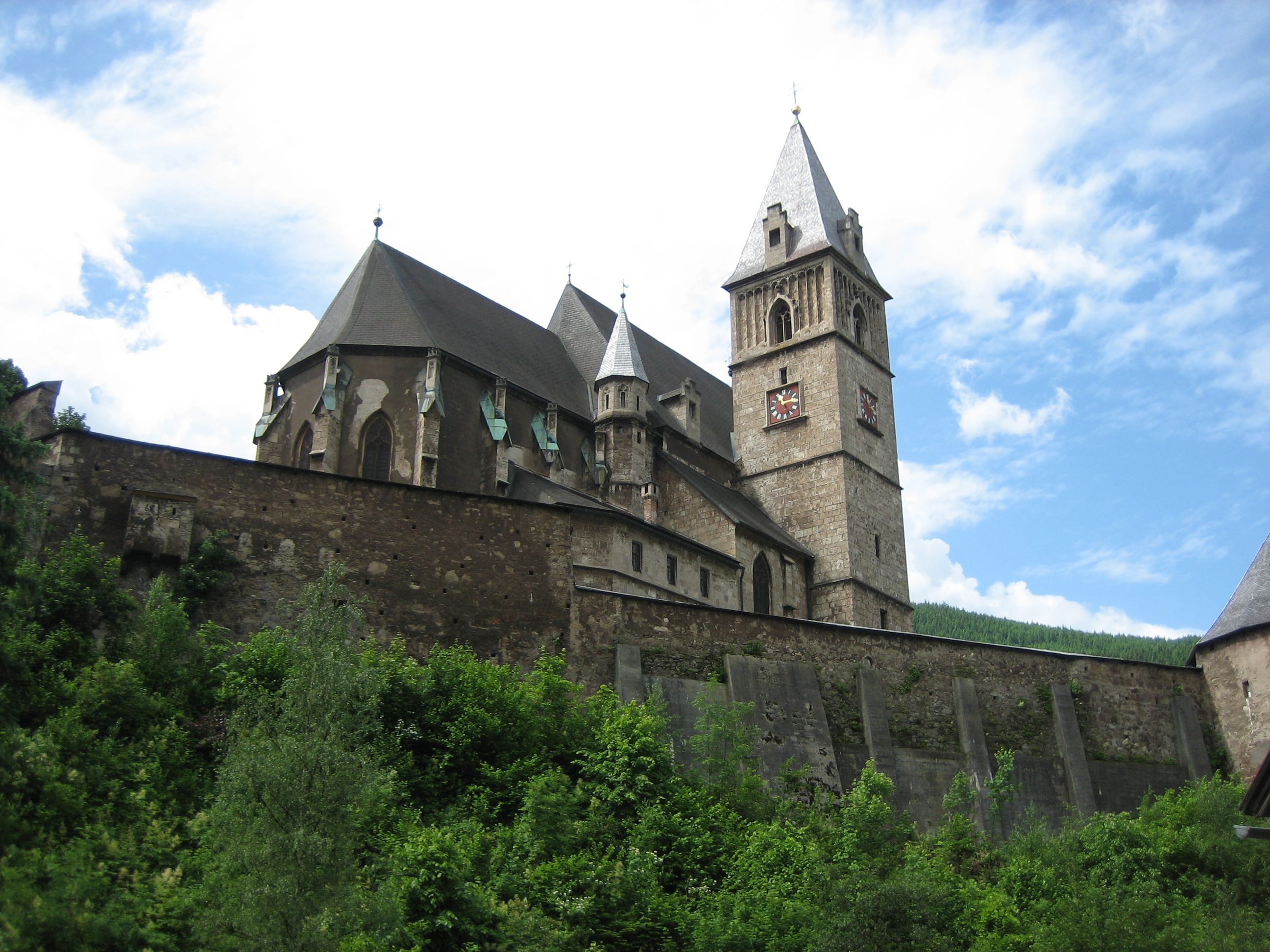
Церковь св. Освальда

## Политическая ситуация
Бургомистр коммуны — Герхард Фрайингер (СДПА) по результатам выборов 2005 года.
Совет представителей коммуны (нем. Gemeinderat) состоит из 25 мест.
- СДПА занимает 17 мест.
- АНП занимает 3 места.
- Зелёные занимают 2 места.
- КПА занимает 2 места.
- АПС занимает 1 место.